# Khu kinh tế cửa khẩu quốc tế Bờ Y
Khu kinh tế Cửa khẩu quốc tế Bờ Y là một khu kinh tế cửa khẩu (Việt Nam), gắn với cửa khẩu quốc tế Bờ Y ở xã Pờ Y huyện Ngọc Hồi tỉnh Kon Tum, Việt Nam .
Khu kinh tế Cửa khẩu quốc tế Bờ Y có vị trí rất thuận lợi trong sự giao lưu phát triển với các vùng trọng điểm trong nước, các nước trong khu vực và quốc tế. Nó nằm trên ngã ba biên giới trong tam giác phát triển ba nước Việt Nam - Lào - Campuchia. Nó có các khu chức năng, có môi trường đầu tư, kinh doanh thuận lợi nhất theo các quy định hiện hành bao gồm hạ tầng kinh tế - xã hội và chính sách, cơ chế quản lý thuận lợi cho các hoạt động kinh doanh, phù hợp với cơ chế thị trường. Năm 2013 khu kinh tế này được xếp là một trong 8 Khu kinh tế cửa khẩu được lựa chọn để tập trung đầu tư phát triển từ nguồn ngân sách nhà nước trong giai đoạn 2013 – 2015 .
Tuy nhiên sự thuận lợi nói trên là thuần túy khi nhìn bản đồ, mà bỏ qua hiện trạng vùng đất này là vùng núi rất thưa dân. Bên Lào phải đi 20 km mới đến một bản nhỏ là Ban Pak Na, còn bên Campuchia gần như không người, không phải là một thị trường tiêu thụ tiềm năng. Điều này đã làm cho, mặc dù được quy hoạch từ năm 1999 với mục tiêu lớn, thì đến năm 2015 khu kinh tế phát triển đìu hiu, ngoài con đường láng nhựa phục vụ nhập gỗ và qua lại bên Lào làm cao su, thì chưa có gì đáng giá .
Từ năm 2016 những nỗ lực của tỉnh đang được khởi động trở lại, kể cả những đề xuất tới chính phủ về đầu tư giao thông .

## Đặc điểm
Khu kinh tế cửa khẩu quốc tế Bờ Y có diện tích 70.438 ha, bao gồm các xã Sa Loong, Pờ Y, Đăk Xú, Đăk Nông, Đăk Dục và thị trấn Plei Kần, huyện Ngọc Hồi, tỉnh Kon Tum. Có vị trí địa lý:
- Phía bắc giáp huyện Đăk Glei
- Phía nam giáp huyện Sa Thầy
- Phía đông giáp huyện Đăk Tô và xã Đắk Ang
- Phía tây giáp Lào và Campuchia (có chung đường biên giới với Lào 30 km, Campuchia 25 km).

Khu kinh tế cửa khẩu quốc tế Bờ Y được thành lập nhằm:
- Xây dựng và phát triển Khu kinh tế cửa khẩu quốc tế Bờ Y trở thành Vùng động lực, trung tâm liên kết trên hành lang kinh tế Đông - Tây trong tam giác phát triển ba nước Việt Nam - Lào - Campuchia.
- Xây dựng Khu trung tâm, Khu kinh tế cửa khẩu quốc tế Bờ Y trở thành đô thị biên giới, khai thác có hiệu quả các điều kiện về vị trí địa lý, chính trị, kinh tế, văn hoá và xã hội trong quá trình giao lưu kinh tế quốc tế để thúc đẩy phát triển kinh tế, phát huy tác dụng lan toả của Khu kinh tế cửa khẩu quốc tế Bờ Y đối với tam giác phát triển ba nước Việt Nam - Lào - Campuchia trong quá trình hội nhập.
- Thúc đẩy phát triển khu vực nông thôn, biên giới và hạn chế tác động tiêu cực đến môi trường sinh thái, văn hoá, xã hội, dân tộc, trật tự an ninh quốc phòng trên cơ sở tạo được nhiều việc làm, thúc đẩy đào tạo, nâng cao dân trí và chất lượng nguồn nhân lực.
- Tạo điều kiện bảo vệ chủ quyền lãnh thổ và an ninh biên giới quốc gia, giải quyết có hiệu quả các vấn đề xã hội, nâng cao đời sống vật chất và tinh thần của nhân dân, bảo đảm đoàn kết dân tộc, tăng cường mối quan hệ hợp tác hữu nghị với các quốc gia trong khu vực.

Chính phủ Việt Nam khuyến khích và bảo hộ các tổ chức, cá nhân Việt Nam thuộc mọi thành phần kinh tế, người Việt Nam định cư ở nước ngoài và các nhà đầu tư nước ngoài tham gia đầu tư kinh doanh tại Khu kinh tế cửa khẩu quốc tế Bờ Y trong các lĩnh vực: xuất nhập khẩu, tạm nhập, tái xuất, vận chuyển hàng hoá quá cảnh phù hợp với Hiệp định vận tải quá cảnh hàng hoá, kho ngoại quan, cửa hàng miễn thuế, hội chợ triển lãm, các cửa hàng giới thiệu sản phẩm, các cơ sở sản xuất, gia công hàng xuất nhập khẩu, các chi nhánh đại diện, các công ty trong và ngoài nước, chợ cửa khẩu, đầu tư cơ sở hạ tầng, du lịch, dịch vụ tài chính, ngân hàng,....
Ban Quản lý Khu kinh tế cửa khẩu quốc tế Bờ Y là cơ quan chức năng trực thuộc Thủ tướng Chính phủ (theo Quyết định số 217/2005/QĐ-TTg ngày 05/9/2005 của Thủ tướng Chính phủ về việc ban hành Quy chế tổ chức và hoạt động của Ban quản lý Khu kinh tế cửa khẩu quốc tế Bờ Y). 
Hiện nay là Ban Quản lý Khu kinh tế tỉnh Kon Tum trực thuộc UBND tỉnh Kon Tum (theo Quyết định số 2214/QĐ-TTg ngày 31/12/2009 của Thủ tướng Chính phủ về việc thành lập Ban Quản lý Khu kinh tế tỉnh Kon Tum)trên cơ sở hợp nhất Ban Quản lý Khu kinh tế cửa khẩu quốc tế Bờ Y, tỉnh Kon Tum với Ban Quản lý các khu công nghiệp tỉnh Kon Tum.

## Phân khu chức năng
- Các công trình công cộng, gồm trụ sở cơ quan, công trình y tế, công trình giáo dục, công trình văn hoá, công trình thể dục thể thao, công trình thương mại - dịch vụ, hệ thống chợ, công trình phục vụ du lịch...
- Các khu dân cư đô thị: mỗi khu dân cư đô thị có quy mô khoảng 2.000 - 5.000 dân, diện tích khoảng 30-50 ha, bao gồm các khu dân cư đô thị mật độ cao, các khu dân cư đô thị mật độ thấp, khu ở dành riêng cho người nước ngoài.
- Các khu dân cư nông thôn, bao gồm các xã Pờ Y, Đắk Dục, Đăk Nông, Sa Loong, Đắk Xú, Đắk Kan.
- Mạng lưới công viên cây xanh, quảng trường
- Các khu khác: Làng văn hoá ASEAN (230 ha), làng văn hoá văn hoá các dân tộc Tây Nguyên (127 ha), khu bảo tồn di tích chiến thắng Plei Kần (366 ha)
- Khu công nghiệp, tiểu thủ công nghiệp (khoảng 2800 ha)
- Khu nghiên cứu khoa học và công nghệ (khoảng 750 ha)
- Khu Hành chính
- Khu Thương mại Quốc tế
- Khu vực sản xuất nông-lâm-ngư nghiệp
- Các khu du lịch sinh thái, khu vui chơi.

## Các tranh cãi
Khu kinh tế đặt ở vùng núi, kinh tế chưa phát triển. Đặc biệt là bên phía Lào, Campuchia là vùng núi dân cư thưa thớt. Khu kinh tế được coi là có tầm nhìn quá xa. Cửa khẩu Bờ Y, ngoài vai trò một cửa khẩu trên quốc lộ 40 sang tỉnh Attapeu của Lào để trao đổi gỗ và lâm sản, thì các hoạt động sản xuất chỉ ở mức èo uột.
Vì thế có những đánh giá khác nhau về hiệu quả khu kinh tế, trong đó coi khu kinh tế tại cửa khẩu quốc tế Bờ Y là "giấc mơ đã tan vỡ" . Dẫu rằng thỉnh thoảng có sự hâm lại như coi là "Điểm hẹn lạc quan"  thì câu hỏi "Khu nghiên cứu khoa học và công nghệ khoảng 750 ha để làm gì ở nơi heo hút, chỉ có chế biến lâm sản là chính" vẫn lởn vởn đâu đó. Mặt khác khả năng cạnh tranh chức năng "hành lang đông tây" với tuyến Đà Nẵng - Đăk Ôôc - Bolaven xem ra là thấp .